# Saint-Germain-sur-l'Arbresle
Saint-Germain-sur-l'Arbresle là một xã thuộc tỉnh Rhône trong vùng Rhône-Alpes phía đông nước Pháp. Xã này nằm ở khu vực có độ cao trung bình 320 mét trên mực nước biển.